# روي مور (لاعب كرة قاعدة)
روي مور (بالإنجليزية: Roy Moore)‏ هو لاعب كرة قاعدة أمريكي، ولد في 26 أكتوبر 1898، وتوفي في 5 أبريل 1951.

## وصلات خارجية
- روي مور على موقعبيزبول رفرنس.كوم (الدوري الرئيسي) (الإنجليزية)